# Bonino da Campione
Bonino da Campione (*Campione d'Italia segunda mitad de siglo XIV) fue un escultor gótico italiano.
Siendo uno de los más notorios maestros campioneses, activo entre 1350~1390, su obra se caracteriza por un llamativo realismo que parece presagiar al Renacimiento y por una narrativa formal sucinta característica de la región septentrional italiana influida entonces por los severos estilos alemanes.
Las principales obras de Bonino actualmente existentes son:
- Monumento fúnebre de Bernabé Visconti (es especialmente  llamativa la estatua ecuestre), colocada primero en el ábside de la hoy desaparecida iglesia de San Giovanni in Conca y ahora en el Castello Sforzesco, Milán.
- Monumento al Cansignorio della Scala (1374), en la iglesia de Santa Maria Antica, Verona.

- Datos: Q892601
- Multimedia: Bonino da Campione / Q892601